# يو إف سي على إيه بي سي: فيتوري ضد هولاند
يو إف سي على إيه بي سي: فيتوري ضد هولاند (بالإنجليزية: UFC on ABC: Vettori vs. Holland)‏ هو حدث لفنون القتال المختلطة نظمته يو إف سي، أُقيم في 10 أبريل 2021، على يو إف سي أبيكس في إنتربرايز، نيفادا، الولايات المتحدة.